# Rhinolophus guineensis
Rhinolophus guineensis (Eisentraut, 1960) è un Pipistrello della famiglia dei Rinolofidi diffuso nell'Africa occidentale.

## Descrizione
Pipistrello di medie dimensioni, con la lunghezza totale tra 72 e 87 mm, la lunghezza dell'avambraccio tra 44 e 50 mm, la lunghezza della coda tra 23 e 30 mm, la lunghezza del piede tra 8 e 10 mm, la lunghezza delle orecchie tra 17 e 22 mm e un peso fino a 11 g.
La pelliccia è lunga, soffice e lanuginosa. Le parti dorsali variano dal marroni al bruno-grigiastro, bruno-arancio o bruno-rossastro chiaro, con la punta dei peli solitamente più scura, mentre le parti ventrali sono più chiare. Sono presenti dei ciuffi di peli bianchi più lunghi sotto le ascelle dei maschi. Le orecchie sono relativamente corte, attraversate internamente da 11-12 pieghe trasversali. La foglia nasale presenta una lancetta astata, la sella priva di peli e con i margini paralleli e il processo connettivo con un profilo triangolare. La porzione anteriore ha un incavo longitudinale. Il labbro inferiore è attraversato da un solo solco longitudinale. Le membrane sii grigio scure, la prima falange del quarto dito è relativamente corta. La coda è lunga ed inclusa completamente nell'ampio uropatagio. Il primo premolare superiore è situato lungo la linea alveolare.

## Biologia

### Comportamento
Si rifugia in piccoli gruppi all'interno di grotte o miniere. Talvolta utilizza anche cavità degli alberi. A quote elevate durante il giorno raggiunge una condizione di torpore.

### Alimentazione
Si nutre di insetti.

## Distribuzione e habitat
Questa specie è diffusa nel Senegal meridionale, Guinea, Sierra Leone Liberia settentrionale e Costa d'Avorio centro-occidentale.
Vive nelle foreste montane e sub-montane e nelle foreste pluviali di pianura del Senegal e della Guinea fino a 1.400 metri di altitudine.

## Conservazione
La IUCN Red List, considerato l'areale limitato e frammentato e il continuo declino nell'estensione e nella qualità del proprio habitat, classifica R.guineensis come specie vulnerabile (VU).